# Софія Антиполіс
43°37′20″ пн. ш. 7°03′00″ сх. д. / 43.622222222222° пн. ш. 7.05° сх. д.
Софія Антиполіс (англ. Sophia Antipolis) — технологічний парк на північному заході від Антіб і на південному заході від Ніцци, Приморські Альпи, Франція. Більша частина парку розташована в комуні Вальбонн.

## Історія
Створений в 1970—1984 роках, він використовується переважно компаніями в галузі обчислювальної техніки, електроніки, фармакології та біотехнологій. Тут також розташовані кілька вищих навчальних закладів і європейська штаб-квартира консорціуму W3C.
Софія Антиполіс отримав назву на честь Софії Глікман-Тумаркайн, дружини французького сенатора П'єра Лаффітта, засновника парку. Водночас Софія в перекладі з грецької означає «мудрість», а Антиполіс — давньогрецька назва Антіб.